# Psi1 Orionis
Título a ser usado para criar uma ligação interna é Psi1 Orionis.
Psi1 Orionis (25 Orionis) é uma estrela na direção da constelação de Orion. Possui uma ascensão reta de 05h 24m 44.83s e uma declinação de +01° 50′ 47.2″. Sua magnitude aparente é igual a 4.89. Considerando sua distância de 1109 anos-luz em relação à Terra, sua magnitude absoluta é igual a −2.77. Pertence à classe espectral B1V:pe. É uma estrela Be.